# Roger Savage
Roger Savage ist ein Tontechniker und Tonmeister.

## Leben
Savage begann seine Karriere bei den Olympic Studios in London, wo er als Tontechniker an Musikaufnahmen von Künstlern wie Dusty Springfield, Petula Clark, The Yardbirds, The Hollies und The Rolling Stones arbeitete. 1964 zog er nach Australien, wo er seine Karriere fortsetzte und unter anderem mit The Easybeats arbeitete. Ab den späten 1960er Jahren war er für die Armstrong Studios in Melbourne tätig und nahm unter anderem die ersten Alben von John Farnham auf. In der durch den Erfolg von Mad Max befeuerten großen Zeit des australischen Films war Savage an vielen Blockbustern beteiligt. So wirkte er an allen drei Teilen der Mad-Max-Trilogie, Crocodile Dundee – Ein Krokodil zum Küssen und Strictly Ballroom – Die gegen alle Regeln tanzen mit. Zu seinen späteren australischen Filmen zählen Ein Schweinchen namens Babe sowie der Fortsetzung Schweinchen Babe in der großen Stadt. Er war auch an einer Reihe von chinesischen Filmen beteiligt, darunter House of Flying Daggers, Der Fluch der goldenen Blume und Red Cliff.
Zwischen 1993 und 2005 war er fünf Mal für den BAFTA Film Award in der Kategorie Bester Ton nominiert und konnte die Auszeichnung für Shine – Der Weg ins Licht und Moulin Rouge gewinnen. 2002 war er für Moulin Rouge für den Oscar in der Kategorie Bester Ton nominiert. Savage erhielt zahlreiche weitere Auszeichnungen, so war er zwischen 1979 und 2009 20 Mal für den AFI Award  nominiert, wovon der den Preis zehn Mal gewinnen konnte. Zudem erhielt er 1984 den Byron Kennedy Award der AACTA. Er war drei Mal für den Golden Reel Award nominiert und gewann die Auszeichnung 2005 für House of Flying Daggers. Für Red Cliff war er 2009 für den Satellite Award in der Kategorie Bester Tonschnitt nominiert.

## Filmografie (Auswahl)
- 1979: Mad Max
- 1981: Mad Max II – Der Vollstrecker (Mad Max 2: The Road Warrior)
- 1983: Die Rückkehr der Jedi-Ritter (Return of the Jedi)
- 1985: Mad Max – Jenseits der Donnerkuppel (Mad Max Beyond Thunderdome)
- 1986: Crocodile Dundee – Ein Krokodil zum Küssen (Crocodile Dundee)
- 1989: Todesstille (Dead Calm)
- 1992: Strictly Ballroom – Die gegen alle Regeln tanzen (Strictly Ballroom)
- 1994: Muriels Hochzeit (Muriel’s Wedding)
- 1995: Ein Schweinchen namens Babe (Babe)
- 1996: William Shakespeares Romeo + Julia (William Shakespeare's Romeo + Juliet)
- 1998: Dark City
- 1998: Schweinchen Babe in der großen Stadt (Babe: Pig in the City)
- 2001: Moulin Rouge (Moulin Rouge!)
- 2004: House of Flying Daggers (Shí Miàn Mái Fú)
- 2006: Der Fluch der goldenen Blume (Mǎn chéng jìn dài huáng jīn jiǎ)
- 2008: Red Cliff (Chìbì)
- 2009: Maos letzter Tänzer (Mao’s Last Dancer)

## Auszeichnungen (Auswahl)

### Oscar
- 2002: Oscar-Nominierung in der Kategorie Bester Ton für Moulin Rouge

### BAFTA Film Award
- 1993: BAFTA-Film-Award-Nominierung in der Kategorie Bester Ton für Strictly Ballroom
- 1997: BAFTA Film Award in der Kategorie Bester Ton für Shine
- 1998: BAFTA-Film-Award-Nominierung in der Kategorie Bester Ton für William Shakespeares Romeo + Julia
- 2002: BAFTA Film Award in der Kategorie Bester Ton für Moulin Rouge
- 2005: BAFTA-Film-Award-Nominierung in der Kategorie Bester Ton für House of Flying Daggers

### Satellite Award
- 2009: Satellite-Award-Nominierung in der Kategorie Bester Tonschnitt für Red Cliff